# Heiðmörk

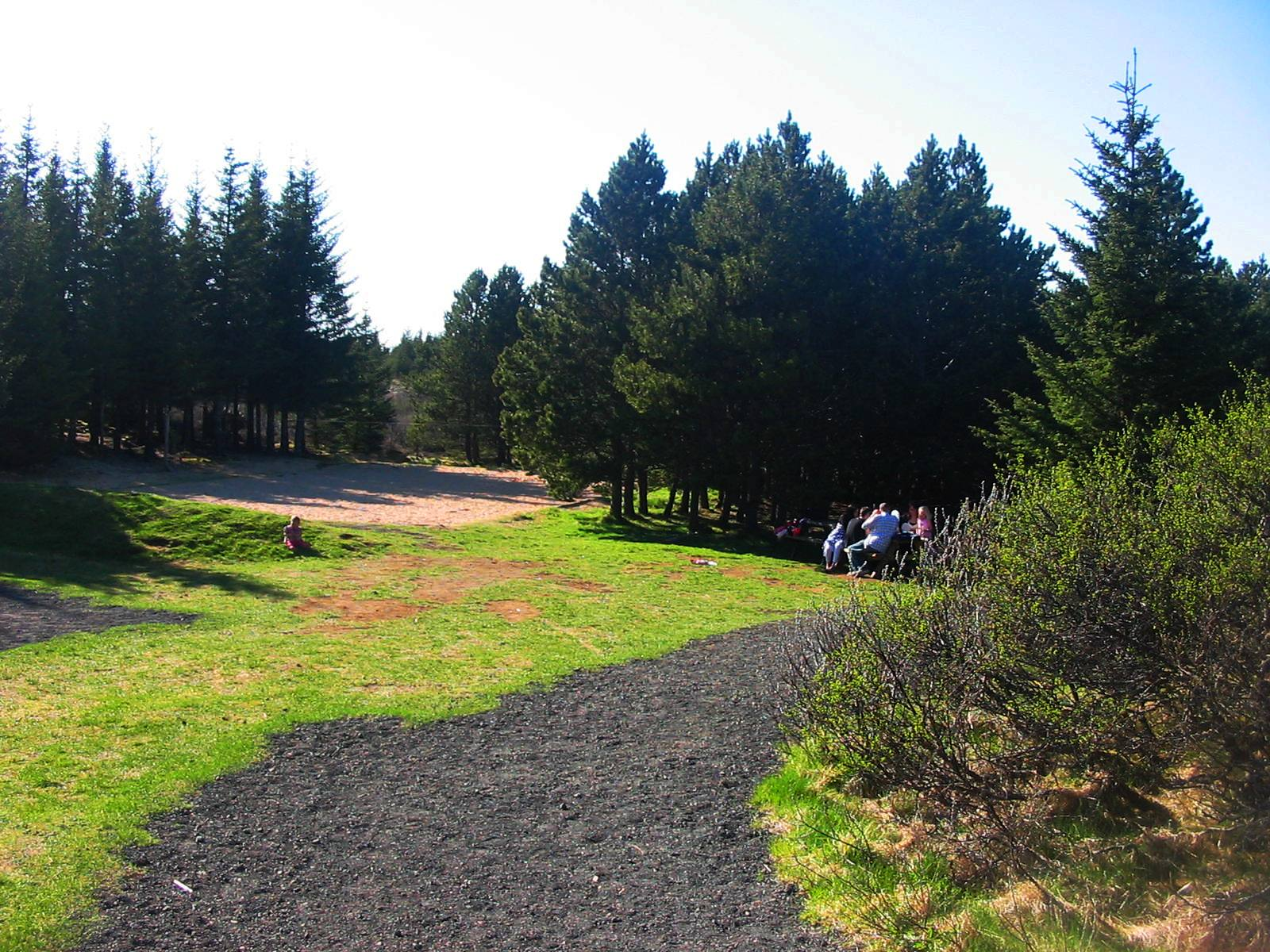
Rekreationsområde i Heiðmörk

Heiðmörk proklamerades som naturvårdområde vid Reykjavik år 1950. Det ligger sydost om Elliðavatn, Island, en liten bit öster om Reykjavik. Namnet är taget från dess namne i Norge, Hedmark (isländska: Heiðmörk; båda kommer av fornnordiska Heiðmǫrk), ett område med djupa skogar.
Naturskyddsområdet är 3 200 hektar stort. Det är ett populärt område för rekreation på Island. Heiðmörk ligger där Reykjavíks vattenreservoarer och dricksvattentäkter finns.
Rauðhólar är ett naturfenomen i Heiðmörk, ett antal röda pseudokratrar.

## Flora
Mer än 4 miljoner träd har planterats sedan 1950 och det är frodig vegetation i området, eftersom det är inhägnat. Den mest påfallande av de 26 växtarterna i området är sitkagranen, och det finns minst 150 vilda arter av blommor. 

## Fauna
Mer än 60 arter av vilda fåglar har setts, speciellt runt Elliðavatn och Myllulækjartjörn. Bland de vanligaste fåglarna som häckar i naturskyddsområdet är enkelbeckasin, gråsiska, rödvingetrast och ängspiplärka.

## Rekreationsområde
Redan sommaren 1949 började man plantera träd på hedlandet ovanför den gamla gården vid Elliðavatn (Elliðavatnsheiði). 8 000 plantor tall (Pinus sylvestris) planterades, liksom 500 plantor av gran (Picea abies), och 500 plantor av sitkagran (Picea sitchensis). Dessa träd utgör den del av det skogsområde i naturskyddsområdet som kallas Undanfari. Tall är spridd nära Undanfari och på Elliðavatnsheiði, och troligen kan en del av tallarna spåras tillbaka till de första planteringarna i Heiðmörk. Värt att nämna är att våren 1949 var den kallaste under 1900-talet. Skogen i Heiðmörk täcks nu av 820 ha av barrträd och 650 ha av björk . Reykjavík Forestry Association har övervakat och skött skogsplanteringen i Heiðmörk redan från början. Reykjavík Municipal Work School har utfört ett ovärderligt arbete med området och frivilliga tonåringar fortsätter sitt arbete på somrarna. 
Sedan Heiðmörk öppnades har pionjärer arbetat i Heiðmörk. Först delades 50 markbitar ut till grupperna av pionjärer, och varje markbit var i storleksordningen 1-5 ha. Nu finns det ungefär 140 pionjärmarkbitar totalt. Markbitarna delats ut till föreningar och grupper inom det intresseområde som gäller skogsplantering och  utomhusaktiviteter. Föreningarna förses med trädplantor, utrustning, gödning samt erforderlig vägledning av Reykjavík Forestry Association, som ersättning för plantering och renhållning på området. På senare år har ett ökat antal grupper hjälpt till att anlägga gångstigar, gallra skogen, och installera bänkar med mera, allt på sitt eget markstycke. Under de senaste åren har 20 – 30 grupper tagit ett aktivt ansvar för trädplanteringen, och varje år ökar antalet grupper med 2 – 4 stycken.
Reykjavík Forestry Association, som har fungerat som skyddsorganisation och som den huvudsakliga administratören för Heiðmörk, har förstås genomgått betydande förändringar. Organisationens första aktiviteter var huvudsakligen bevarande, plantering och rehabilitatering av svårt förstörda ekosystem, och därtill har man gjort förbättrimgar av tillgängligheten, genom att vägar och stigar har anlagts. På senare år har aktiviteten varit skötsel av detta välbesökta naturskyddsområde. Det läggs stor vikt vid utveckling och skötsel av viktig infrastruktur, som stigar, rastplatser och informationsskyltar. Mycket arbete har lagts ned på att glesa ut delar av skogen, med målet att förbättra dess lämplighet för utomhusaktiviteter, och därtill att, som biprodukt, bidra med föremål som tillverkats av trä. Ny skogsplantering görs nu huvudsakligen i områden med lupinfält, där det tidigare var ljunghed. Reykjavík Forestry Association och Reykjavík School of Nature har ett omfattande utbildningsprogram som hålls i anslutning till skogen. Dessutom har ett utbildningsrum inrättats i det gamla stenhuset vid Elliðavatn, där poeten Einar Benediktsson föddes.
I början var naturskyddsområdet begränsat till lavafältet Hólmshraun, Elliðavatnsheiði, och en del av Vatnsendi egendom, och området var då 1 350 ha. Ett kontrakt med allmänna sjukhus skrevs 1957 för en 950 hektar stor landremsa tillhörig egendomen Vífilstaðir. Heiðmörk utökades till 2 300 ha. Till slut, år 1964, överlämnade Reykjaviks kommunfullmäktige arrendet för Elliðavatn till Reykjavík Forestry Association för naturskydd, och Heiðmörk utökades då till cirka 3 000 ha.
Organisationens kontrakt med Reykjaviks stad och Reykjavík Energy om skötseln av området upprättades i början av 2013, och därmet utökades Heiðmörk till Suðurlandsvegur (huvudvägen mellan Reykjavik och södra Island), och är sedan dess 3 200 hektar stort. Rauðhólar ingår i Heiðmörk, och räknas som naturminne sedan 1961.
Heiðmörk är det viktigaste rekreationsområdet i det isländska huvudstadsområdet. Ju rikare vegetationen blir, desto mer ökar områdets dragningskraft, så att antalet besökare blir fler och fler. Undersökningar visar att det är fler besökare i Heiðmörk än i nationalparken Þingvellir.

## Galleri

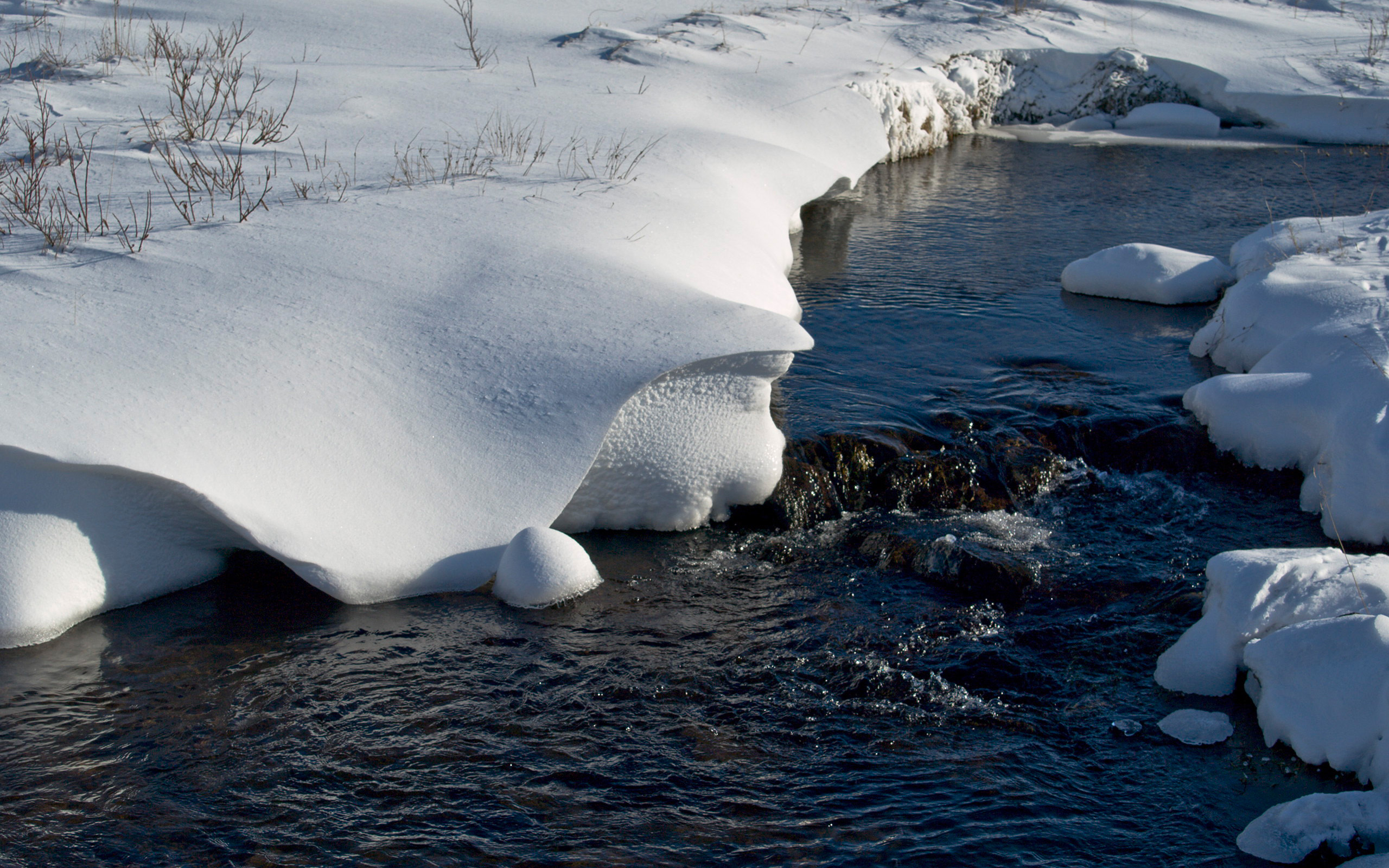
Kall bäck i Heiðmörk.
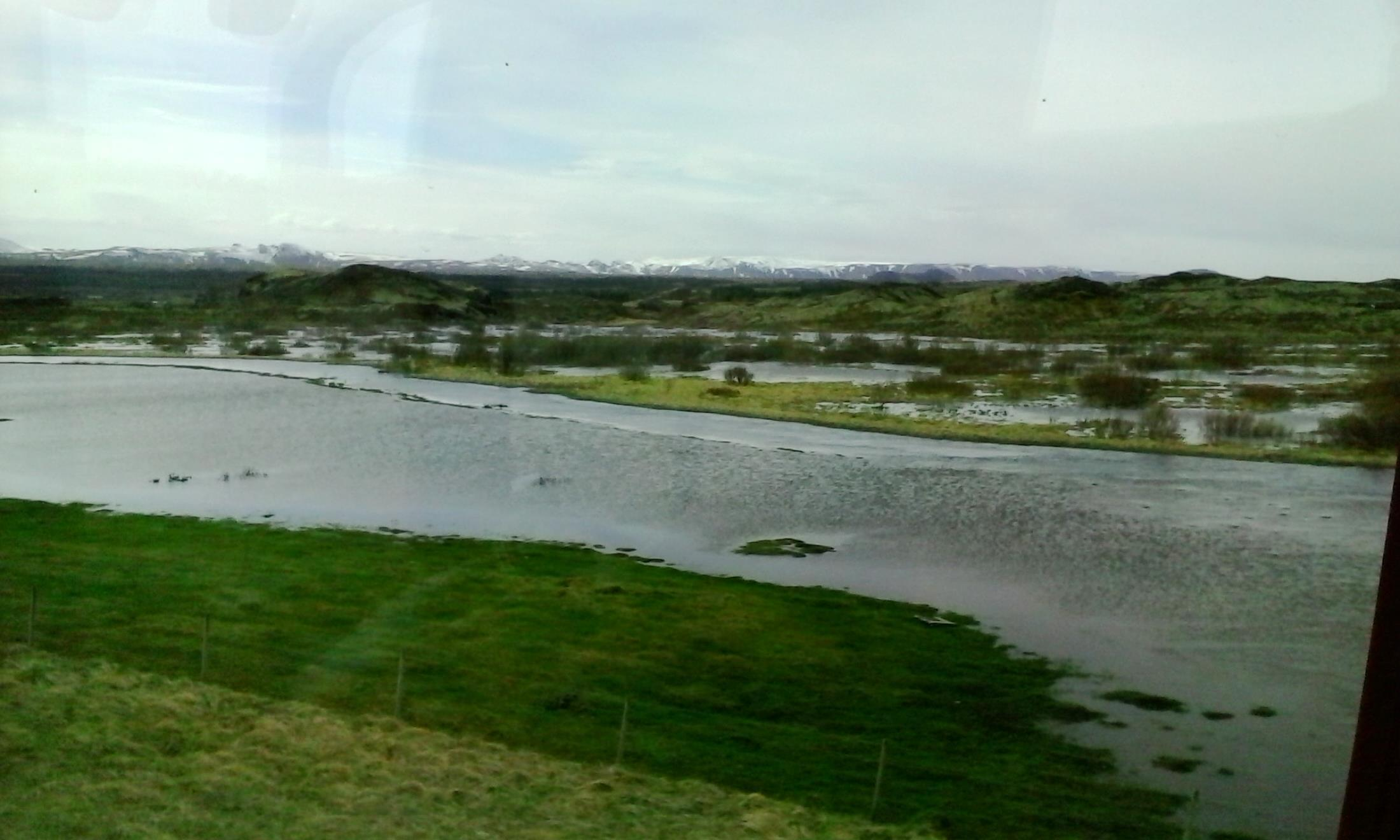
Vårflod.
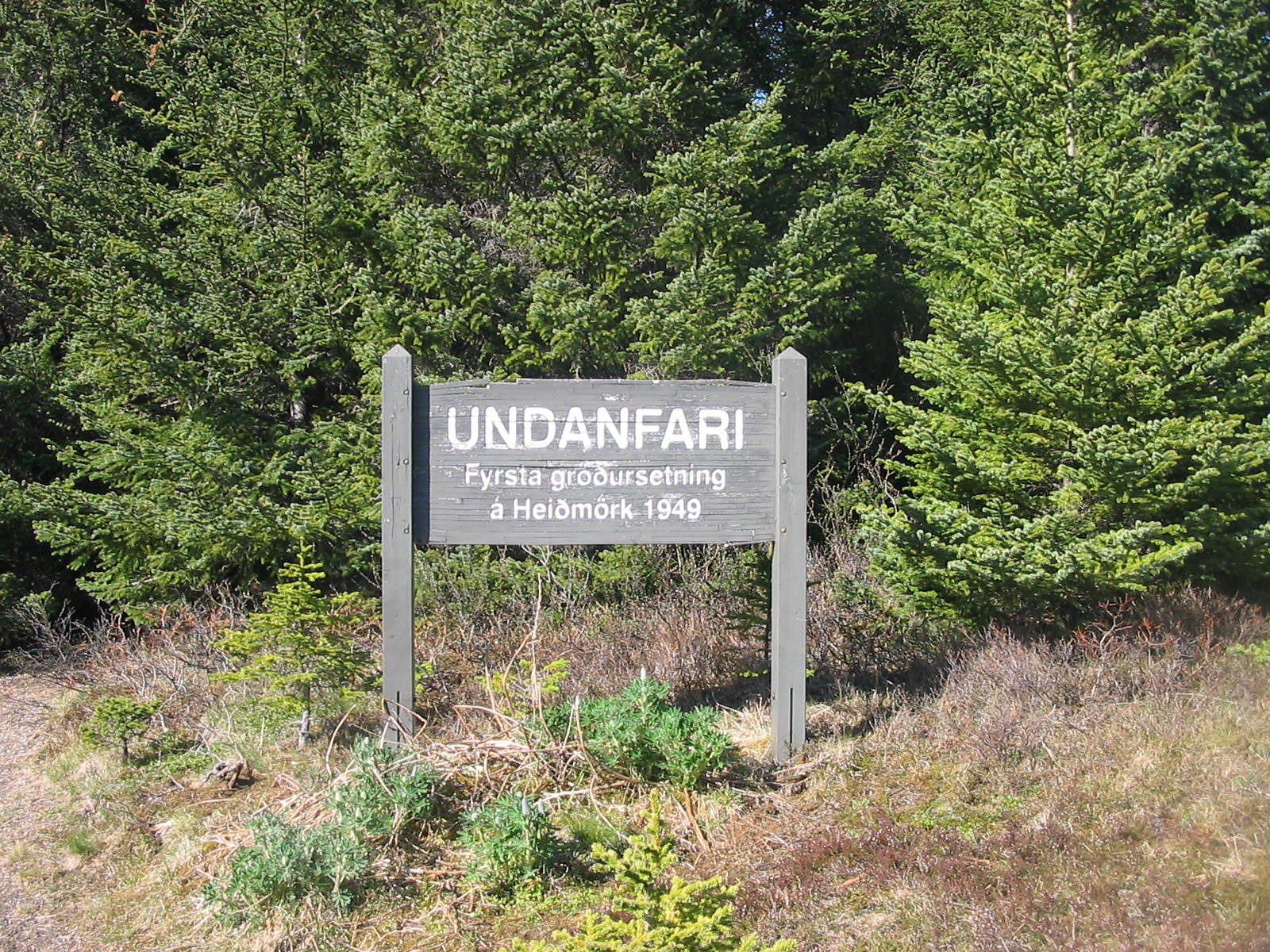
Området Undanfari.
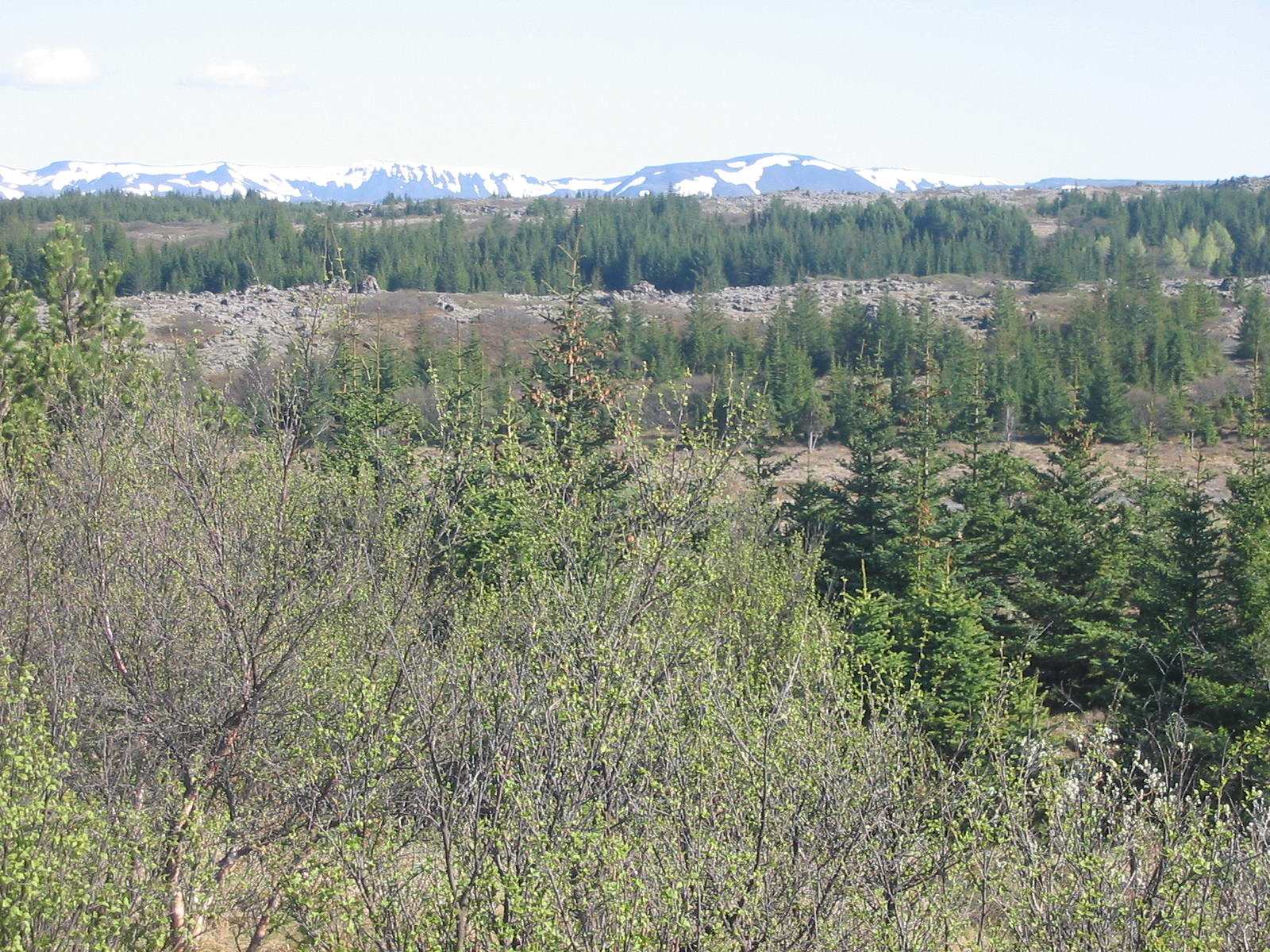
Utsikt mot fjällen.